# Zali Breg
Zali Breg – wieś w Słowenii, w gminie Brda. W 2018 roku liczyła 78 mieszkańców.